# Paral·lel 52° nord
El paral·lel 52° nord és una línia de latitud que es troba a 52 graus nord de la línia equatorial terrestre. Travessa Europa, Àsia, l'Oceà Pacífic, Amèrica del Nord l'oceà Atlàntic.

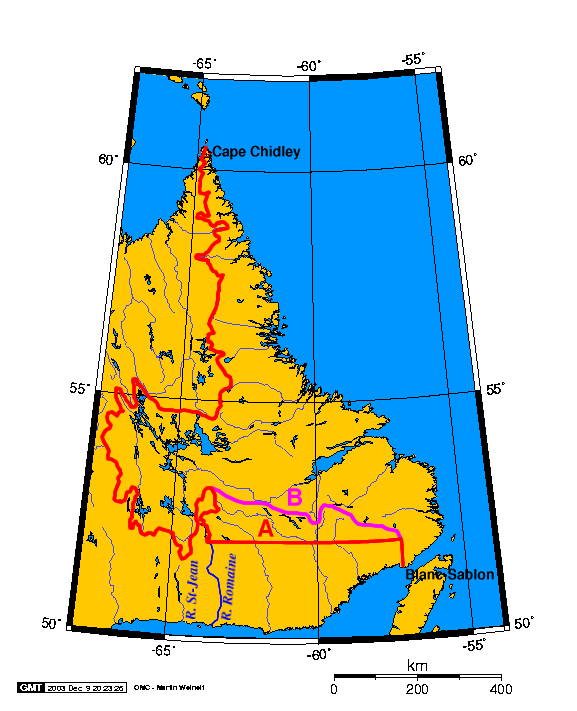
Al Canadà, el paral·lel 52° nord defineix una part de la frontera entre el Quebec i Terranova i Labrador (línia A), encara que el Quebec manté una reclamació inactiva a algun del territori al nord del paral·lel (línia B).

Al Canadà, part de la frontera legalment definida entre el Quebec i Terranova i Labrador és definida pel paral·lel, encara que el Quebec manté una reclamació inactiva sobre alguna part del territori al nord d'aquesta línia.

## Geografia
En el sistema geodèsic WGS84, al nivell de 52° de latitud nord, un grau de longitud equival a 68,678 km; la longitud total del paral·lel és de 24.724 km, que és aproximadament 61,5% de la de l'equador, del que es troba a 5.763 km i a 4.239 km del pol Nord

## Durada del dia
En aquesta latitud, el sol és visible durant 16 hores i 44 minuts a l'estiu, i 7 hores i 45 minuts en solstici d'hivern.

## Arreu del món
Començant al meridià de Greenwich (just a l'oest de Barkway a Hertfordshire, Anglaterra) i dirigint-se cap a l'est, el paral·lel 52º passa per:
| Coordenades                               | País, territori o mar        | Notes |
| ----------------------------------------- | ---------------------------- | --- |
| 52° 0′ N, 0° 0′ E / 52.000°N,0.000°E      | Regne Unit                   | Anglaterra - passa al sud d'Ipswich |
| 52° 0′ N, 1° 25′ E / 52.000°N,1.417°E     | Mar del Nord                 | |
| 52° 0′ N, 4° 8′ E / 52.000°N,4.133°E      | Països Baixos                | Províncies Holanda del Sud, Utrecht i Gelderland, travessa directament la ciutat de Delft                                                  |
| 52° 0′ N, 6° 48′ E / 52.000°N,6.800°E     | Alemanya                     | Estats de Rin del Nord-Westfàlia, Baixa Saxònia, Saxònia-Anhalt i Brandenburg                                                              |
| 52° 0′ N, 14° 43′ E / 52.000°N,14.717°E   | Polònia                      | |
| 52° 0′ N, 23° 42′ E / 52.000°N,23.700°E   | Belarús                      | |
| 52° 0′ N, 30° 54′ E / 52.000°N,30.900°E   | Ucraïna                      | Província de Txerníhiv Província de Sumi — passa al nord de Xostka                                                                         |
| 52° 0′ N, 34° 6′ E / 52.000°N,34.100°E    | Rússia                       | |
| 52° 0′ N, 60° 9′ E / 52.000°N,60.150°E    | Kazakhstan                   | |
| 52° 0′ N, 79° 7′ E / 52.000°N,79.117°E    | Rússia                       | |
| 52° 0′ N, 98° 49′ E / 52.000°N,98.817°E   | Mongòlia                     | |
| 52° 0′ N, 99° 17′ E / 52.000°N,99.283°E   | Rússia                       | Passa a través del Llac Baikal |
| 52° 0′ N, 120° 42′ E / 52.000°N,120.700°E | República Popular de la Xina | Mongòlia Interior Heilongjiang |
| 52° 0′ N, 126° 27′ E / 52.000°N,126.450°E | Rússia                       | |
| 52° 0′ N, 141° 20′ E / 52.000°N,141.333°E | Estret de Tartària           | |
| 52° 0′ N, 141° 40′ E / 52.000°N,141.667°E | Rússia                       | Illa de Sakhalín |
| 52° 0′ N, 143° 10′ E / 52.000°N,143.167°E | Mar d'Okhotsk                | |
| 52° 0′ N, 156° 29′ E / 52.000°N,156.483°E | Rússia                       | Kamtxatka |
| 52° 0′ N, 158° 17′ E / 52.000°N,158.283°E | Oceà Pacífic                 | |
| 52° 0′ N, 177° 30′ E / 52.000°N,177.500°E | Estats Units                 | Alaska - Kiska |
| 52° 0′ N, 177° 33′ E / 52.000°N,177.550°E | Mar de Bering                | |
| 52° 0′ N, 178° 6′ E / 52.000°N,178.100°E  | Estats Units                 | Alaska - Segula |
| 52° 0′ N, 178° 11′ E / 52.000°N,178.183°E | Mar de Bering                | passa al nord de Khvostof, Davidof i Little Sitkin, Alaska, Estats Units                                                                   |
| 52° 0′ N, 179° 34′ E / 52.000°N,179.567°E | Estats Units                 | Alaska - Semisopochnoi |
| 52° 0′ N, 179° 43′ E / 52.000°N,179.717°E | Mar de Bering                | passa al nord de Tanaga i Kanaga, Alaska, Estats Units                                                                                     |
| 52° 0′ N, 176° 35′ O / 52.000°N,176.583°O | Estats Units                 | Alaska - Adak |
| 52° 0′ N, 176° 33′ O / 52.000°N,176.550°O | Mar de Bering                | |
| 52° 0′ N, 176° 9′ O / 52.000°N,176.150°O  | Estats Units                 | Alaska - Great Sitkin |
| 52° 0′ N, 176° 3′ O / 52.000°N,176.050°O  | Mar de Bering                | passa al nord de Igitkin, Tagalak i Oglodak, Alaska, Estats Units                                                                          |
| 52° 0′ N, 175° 22′ O / 52.000°N,175.367°O | Oceà Pacífic                 | passa al sud de Atka Island i Amlia Island, Alaska, Estats Units                                                                           |
| 52° 0′ N, 131° 6′ O / 52.000°N,131.100°O  | Canadà                       | Colúmbia Britànica - Kunghit |
| 52° 0′ N, 131° 2′ O / 52.000°N,131.033°O  | Oceà Pacífic                 | Queen Charlotte Sound |
| 52° 0′ N, 128° 13′ O / 52.000°N,128.217°O | Canadà                       | Colúmbia Britànica - Hunter, King Island i el continent Alberta Saskatchewan Manitoba - inclosos Llac Winnipegosis i Llac Winnipeg Ontario |
| 52° 0′ N, 80° 59′ O / 52.000°N,80.983°O   | James Bay                    | |
| 52° 0′ N, 79° 39′ O / 52.000°N,79.650°O   | Canadà                       | Nunavut – Illa Charlton i Carey |
| 52° 0′ N, 79° 12′ O / 52.000°N,79.200°O   | Badia de Jame                | |
| 52° 0′ N, 78° 42′ O / 52.000°N,78.700°O   | Canadà                       | Quebec Terranova i Labrador Quebec Frontera Quebec / Terranova i Labrador (disputada pel Quebec)[1] Terranova i Labrador                   |
| 52° 0′ N, 55° 52′ O / 52.000°N,55.867°O   | Oceà Atlàntic                | Estret de Belle Isle |
| 52° 0′ N, 55° 18′ O / 52.000°N,55.300°O   | Canadà                       | Terranova i Labrador - Belle Isle |
| 52° 0′ N, 55° 16′ O / 52.000°N,55.267°O   | Oceà Atlàntic                | |
| 52° 0′ N, 10° 13′ O / 52.000°N,10.217°O   | Irlanda                      | |
| 52° 0′ N, 7° 35′ O / 52.000°N,7.583°O     | Canal de Sant Jordi          | |
| 52° 0′ N, 5° 5′ O / 52.000°N,5.083°O      | Regne Unit                   | Gal·les Anglaterra – passa entre Bletchley i Milton Keynes a 0° 44′ W                                                                      |